# Four Lanes
Four Lanes – wieś w Anglii, w Kornwalii. Leży 24 km na północny wschód od miasta Penzance i 388 km na zachód od Londynu.